# غابرييل فيغا
غابرييل فيغا (بالإسبانية: Gabriel Veiga Novas)‏ هو لاعب كرة قدم إسباني، يلعب مع نادي الأهلي في دوري المحترفين السعودي،عدد الاهداف 9 ولد في 27 مايو 2002 في بورينيو في إسبانيا. عمك

## وصلات خارجية
- غابرييل فيغا على موقع إي إس بي إن إف سي (الإنجليزية)
- غابرييل فيغا على موقع قاعدة بيانات كرة القدم.إي يو (الإنجليزية)
- غابرييل فيغا على موقع ليكيب (الفرنسية)
- غابرييل فيغا على موقع Soccerbase.com (لاعب) (الإنجليزية)
- غابرييل فيغا على موقع Soccerway.com (الإنجليزية)
- غابرييل فيغا على موقع عالم كرة القدم.نت (الإنجليزية)
- غابرييل فيغا على موقع AS.com (الإسبانية)